# Lathyrus glandulosus
Lathyrus glandulosus là một loài thực vật có hoa trong họ Đậu. Loài này được Broich miêu tả khoa học đầu tiên.